# Finale della Coppa delle Fiere 1964-1965
La finale della 7ª edizione della Coppa delle Fiere fu disputata in gara unica tra Juventus e Ferencváros.
Il 23 giugno 1965 al Comunale di Torino la partita, arbitrata dallo svizzero Gottfried Dienst, finì 0-1 e ad aggiudicarsi il trofeo fu la squadra ungherese.

## Il cammino verso la finale
Il Ferencváros iniziò il cammino europeo contro i cecoslovacchi dello Spartak ZJS Brno, vincendo 2-0 in casa e subendo un indolore 0-1 in trasferta. Al secondo turno gli austriaci del Wiener SK vinsero 1-0 l'andata a Vienna ma caddero 1-2 nel ritorno a Budapest: dati i regolamenti dell'epoca (che ancora non prevedevano la regola dei gol fuori casa) si andò quindi a una ripetizione che i magiari vinsero 2-0. Agli ottavi gli ungheresi affrontarono la Roma, battendoli 1-0 in patria e 2-1 in Italia. Ai quarti di finale le Aquile verdi si scontrarono con l'Athletic Bilbao, vincendo 1-0 a Budapest ma perdendo poi 1-2 a Bilbao: il replay vide gli uomini di József Mészáros guadagnare il passaggio del turno con un netto 3-0 sugli spagnoli. In semifinale il Ferencváros affrontò i temibili inglesi del Manchester Utd, i quali vinsero 3-2 l'andata all'Old Trafford ma persero 1-0 il ritorno al Népstadion: anche stavolta fu necessaria una ripetizione che vide vincitori gli ungheresi per 2-1.
La Juventus esordì contro i belgi dell'Union Saint-Gilloise, vincendo 1-0 sia l'andata a Torino sia il ritorno a Bruxelles. Al secondo turno fu la volta dei transalpini dello Stade Français, battuti 1-0 in Piemonte dopo il pari a reti inviolate di Parigi. Agli ottavi gli italiani affrontarono i bulgari del Lokomotiv Plovdiv, pareggiando il doppio confronto con un risultato aggregato di 2-2: al replay i torinesi vinsero 2-1 dopo i tempi supplementari. Ai quarti di finale i Bianconeri ottennero un bye insieme all'Atlético Madrid, che incrociò poi in semifinale: dopo il successo spagnolo 3-1 al Metropolitano, cui replicarono i piemontesi col medesimo punteggio al Comunale, si andò alla ripetizione giocata una settimana dopo sempre a Torino, che terminò ancora una volta 3-1 per i padroni di casa di Heriberto Herrera.

## La partita
La finale tra Juventus e Ferencváros va in scena a Torino il 23 giugno.
La Juventus, formalmente padrona di casa, è finalista anche in Coppa Italia, ma è priva dei suoi migliori elementi Sívori e Salvadore. Da notare come l'assenza di Salvadore sia dovuta al fatto che il difensore è impegnato, lo stesso 23 giugno, con la nazionale italiana a Helsinki contro la Finlandia in un incontro valevole per le qualificazioni mondiali; Sívori, invece, viene escluso dalla finale dal tecnico Heriberto Herrera a causa dei loro ormai insanabili dissidi.
Il Ferencváros è giunto in finale tra alti e bassi ma in un migliore stato di forma, in quanto il campionato ungherese è ancora in corso, mentre gli juventini subiscono la fisicità inerente al calcio italiano.
Il primo tempo è un rapido susseguirsi di colpi di scena, ma con poche occasioni da gol per via di magistrali interventi difensivi da ambo le parti. Sono i magiari ad avere le palle gol più nitide, ma complice l'imprecisione non ne approfittano. Nella ripresa i Bianconeri creano tre pregevoli azioni, ma né Combin né Leoncini né Stacchini riescono a superare l'estremo difensore biancoverde Géczi. Il periodo favorevole della Juventus scema e salgono in cattedra le Aquile verdi che tessono belle trame d'attacco, che solo gli interventi del numero uno bianconero Anzolin riescono ad arginare. A un quarto d'ora dalla fine una galoppata del terzino Novák termina col cross per Fenyvesi, il quale di testa infila Anzolin per l'1-0 finale.

## Tabellino
| Arbitro: | Gottfried Dienst |

|  |           |              |
|  | Marcatori | 74’ Fenyvesi |

| Juventus | Ferencváros |

| Juventus          |    |                      |
|                   |    |                      |
| POR               | 1  | Roberto Anzolin      |
|                   | 2  | Adolfo Gori          |
|                   | 5  | Ernesto Castano      |
|                   | 3  | Benito Sarti         |
|                   | 4  | Giancarlo Bercellino |
|                   | 6  | Gianfranco Leoncini  |
|                   | 7  | Gino Stacchini       |
|                   | 8  | Luis del Sol         |
|                   | 9  | Nestor Combin        |
|                   | 10 | Bruno Mazzia         |
|                   | 11 | Giampaolo Menichelli |
| Allenatore:       |    |                      |
| Heriberto Herrera |    |                      |

| Ferencváros     |    |                |
|                 |    |                |
| POR             | 1  | István Géczi   |
|                 | 2  | Dezső Novák    |
|                 | 3  | Sándor Mátrai  |
|                 | 4  | László Horváth |
|                 | 5  | István Juhász  |
|                 | 6  | Pál Orosz      |
|                 | 7  | Karába János   |
|                 | 8  | Zoltán Varga   |
|                 | 9  | Flórián Albert |
|                 | 10 | Gyula Rákosi   |
|                 | 11 | Máté Fenyvesi  |
| Allenatore:     |    |                |
| József Mészáros |    |                |